# Бен Арус (област)
Бен Арус (на арабски: ولاية بن عروس‎) е една от 24-те области (вилаети) на Тунис. Разположена е в северната част на страната и има излаз на Средиземно море. Площта на област Бен Арус е 761 км², а населението е около 506 000 души (2004). Столица на областта е град Бен Арус.